# Жульєн Ескюде
Жульєн Ескюде (фр. Julien Escudé, нар. 17 серпня 1979, Шартр) — французький футболіст, що грав на позиції захисника. Був гравцем національної збірної Франції.

## Клубна кар'єра

### Початок
Ескюде почав свою професійну кар'єру в «Канні». Після вдалого сезону 26 липня 1999 року футболіст перейшов до «Ренна», тренером якого був молодий Поль Ле Гуен.

### «Аякс»
Влітку 2003 року Ескюде підписав чотирирічний контракт з нідерландським «Аяксом». В «Аяксі» Жульєн забив шість голів та виграв чемпіонство. У серпні 2005 року, після програного матчу «Феєнорду», тренер Данні Блінд ніколи більше не ставив його у склад.

### «Севілья»
У січні 2006 року Ескюде перейшов до іспанської «Севільї» за півтора мільйона євро. У Прімері футболіст дебютував 11 лютого в матчі проти «Кадіса».
У наступні роки футболіст став основним гравцем захисту команди, в цілому здобувши п'ять титулів, серед яких два Кубка УЄФА

### «Бешикташ»
Протягом 2012—2014 років грав у Туреччині за «Бешикташ», в якому й завершив професійну футбольну кар'єру.

## Міжнародна кар'єра
У березні 2005 року Ескюде був викликаний до збірної Франції на два матчі кваліфікації до чемпіонату світу 2006 проти Швейцарії та Ізраїлю. Дебютував за збірну 11 жовтня 2006 року в матчі кваліфікації до Євро-2008 проти Фарерських островів.
18 листопада 2009 року в матчі кваліфікації до чемпіонату світу 2010 проти Ірландії футболіст зламав ніс. Ескюде не було в заявці й на сам турнір у ПАР.

## Статистика
| Сезон                  | Клуб    | Країна     | Чемпіонат | Чемпіонат | Чемпіонат | Єврокубки | Єврокубки | Єврокубки | Збірна Франції | Збірна Франції | Збірна Франції |
| Сезон                  | Клуб    | Країна     | Дивізіон  | Матчі     | Голи      | Тип       | Матчі     | Голи      |                |                |                |
| ---------------------- | ------- | ---------- | --------- | --------- | --------- | --------- | --------- | --------- | -------------- | -------------- | -------------- |
| Сезон                  | Клуб    | Країна     | Дивізіон  | Матчі     | Голи      | Тип       | Матчі     | Голи      | Матчі          | Голи           |                |
| 1998—1999              | Канн    | Франція    | Ліга 2    | 21        | 1         | -         | -         | -         | -              | -              |                |
| Червень — серпень 1999 | Канн    | Франція    | Ліга 2    | 0         | 0         | -         | -         | -         | -              | -              |                |
| 1999—2000              | Ренн    | Франція    | Ліга 1    | 21        | 0         | -         | -         | -         | -              | -              |                |
| 2000—2001              | Ренн    | Франція    | Ліга 1    | 28        | 0         | -         | -         | -         | -              | -              |                |
| 2001—2002              | Ренн    | Франція    | Ліга 1    | 32        | 0         | -         | -         | -         | -              | -              |                |
| 2002—2003              | Ренн    | Франція    | Ліга 1    | 30        | 0         | -         | -         | -         | -              | -              |                |
| 2003—2004              | Аякс    | Нідерланди | Ередивізі | 31        | 1         | -         | -         | -         | -              | -              |                |
| 2004—2005              | Аякс    | Нідерланди | Ередивізі | 28        | 5         | ЛЧ        | 4         | 0         | -              | -              |                |
| 2005 — січень 2006     | Аякс    | Нідерланди | Ередивізі | 2         | 0         | ЛЧ        | 1         | 0         | -              | -              |                |
| 2006                   | Севілья | Іспанія    | Прімера   | 15        | 0         | КУ        | 7         | 0         | -              | -              |                |
| 2006—2007              | Севілья | Іспанія    | Прімера   | 31        | 1         | C3        | 12        | 0         | 3              | 0              |                |
| 2007—2008              | Севілья | Іспанія    | Прімера   | 16        | 0         | ЛЧ        | 5         | 2         | 4              | 0              |                |
| 2008—2009              | Севілья | Іспанія    | Прімера   | 26        | 1         | КУ        | 5         | 0         | 1              | 0              |                |
| 2009—2010              | Севілья | Іспанія    | Прімера   | 24        | 0         | ЛЧ        | ?         | 0         | 5              | 0              |                |

## Досягнення
«Аякс»
- Чемпіон Нідерландів: 2003-04
- Володар Суперкубка Нідерландів: 2005

«Севілья»
- Володар Кубка УЄФА: 2005-06, 2006-07
- Володар Суперкубка УЄФА: 2006
- Володар кубка Іспанії: 2006-07, 2009-10
- Володар Суперкубка Іспанії: 2007